# Rochlitzer Berg
Der Rochlitzer Berg, früher auch als Rochlitzer Collm bezeichnet, liegt bei Rochlitz an der Zwickauer Mulde in Sachsen. Er ist 348,9 m ü. NHN, nach anderen Angaben 348 m ü. HN bzw. 353 m ü. NN hoch und vulkanischen Ursprungs.

## Geologie

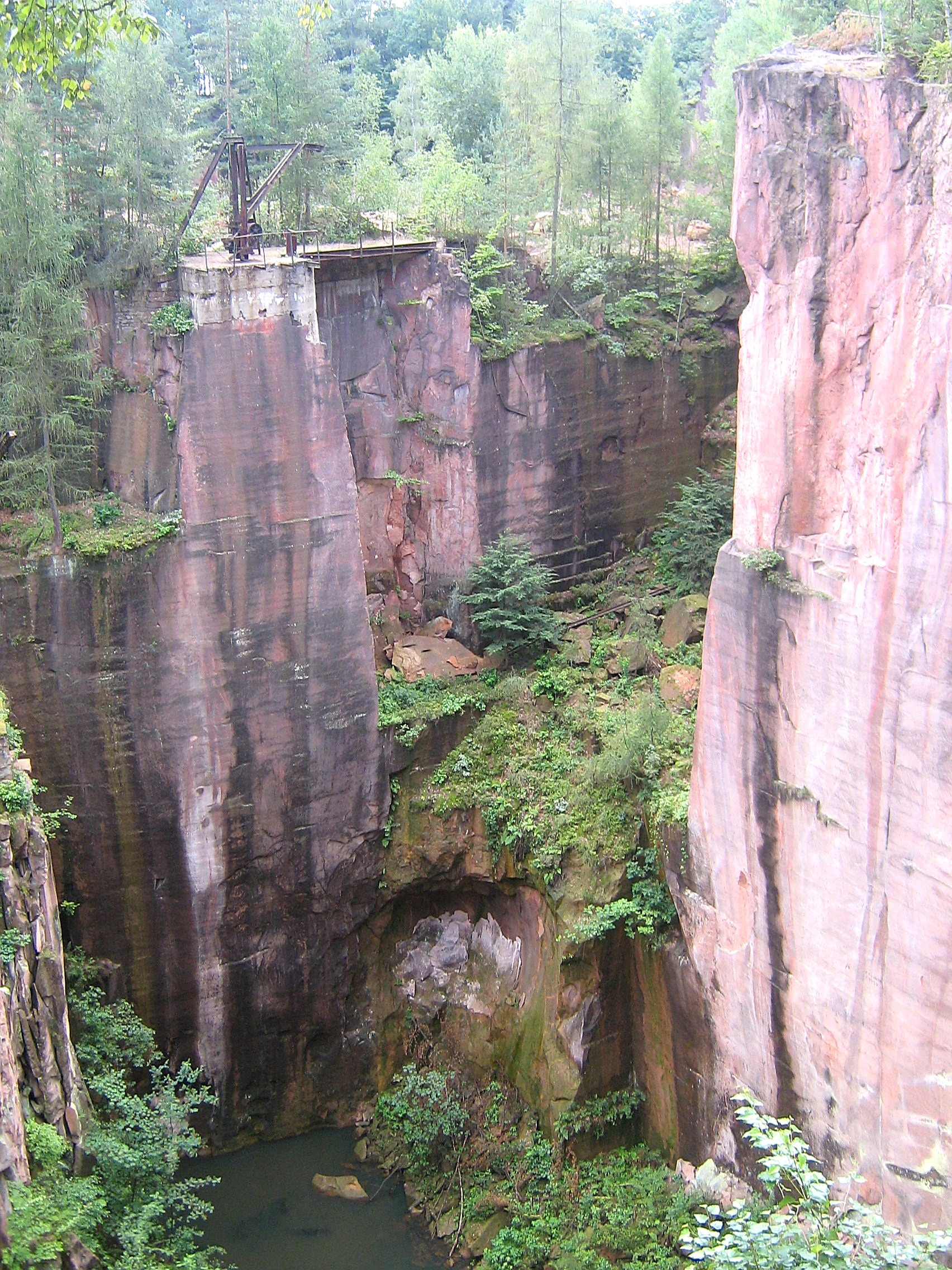
Der Gleisbergbruch, ein ehemaliger Steinbruch am Rochlitzer Berg

In späteren Explosivausbrüchen eines Vulkans entstand aus den Ascheablagerungen der warmrote Rochlitzer Porphyr. Die Bezeichnung „Porphyr“ ist historisch überliefert, allgemein gängig, aber petrographisch unzutreffend. Die Farbe des Gesteins ist rötlich bis rotviolett, gelegentlich rotbraun bis beige. Seine Struktur wirkt körnig und ist von unzähligen porenartigen Hohlräumen (Makroporen) gekennzeichnet. Es handelt sich um ein Tuffgestein mit rhyolitischen Gesteinsfragmenten.
Dieses Tuffgestein ist schon seit fast tausend Jahren in der gesamten Region oft verwendet worden, u. a. durch Baumeister wie Arnold von Westfalen oder Hieronymus Lotter; dieser ließ damit das Leipziger Alte Rathaus und die Augustusburg errichten. In jüngster Vergangenheit wurde es bei der Verblendung der Stadthalle Chemnitz und des Bauernkriegspanoramas bei Bad Frankenhausen verwendet.
Nachdem vorher bis zu zehn Einzelbetriebe tätig waren, sind seit 1897 die „Vereinigten Porphyrbrüche auf dem Rochlitzer Berge“ für einen wirtschaftlichen Abbau des Gesteins zuständig, seit 1991 im letzten Steinbruch auch mit Sprengungen. Aus Gründen des Natur- und Landschaftsschutzes ist die Abbaumenge begrenzt.
Der Porphyrtuff des Rochlitzer Berges wurde im Mai 2006 von der Akademie der Geowissenschaften zu Hannover als eines der 77 bedeutendsten Nationalen Geotope Deutschlands prädikatisiert. Im Jahr 2012 erreichte der „Rochlitzer Porphyr“ den 4. Platz bei einer von der Heinz-Sielmann-Stiftung initiierten Abstimmung zum schönsten Naturwunder Deutschlands.

## Touristische Erschließung

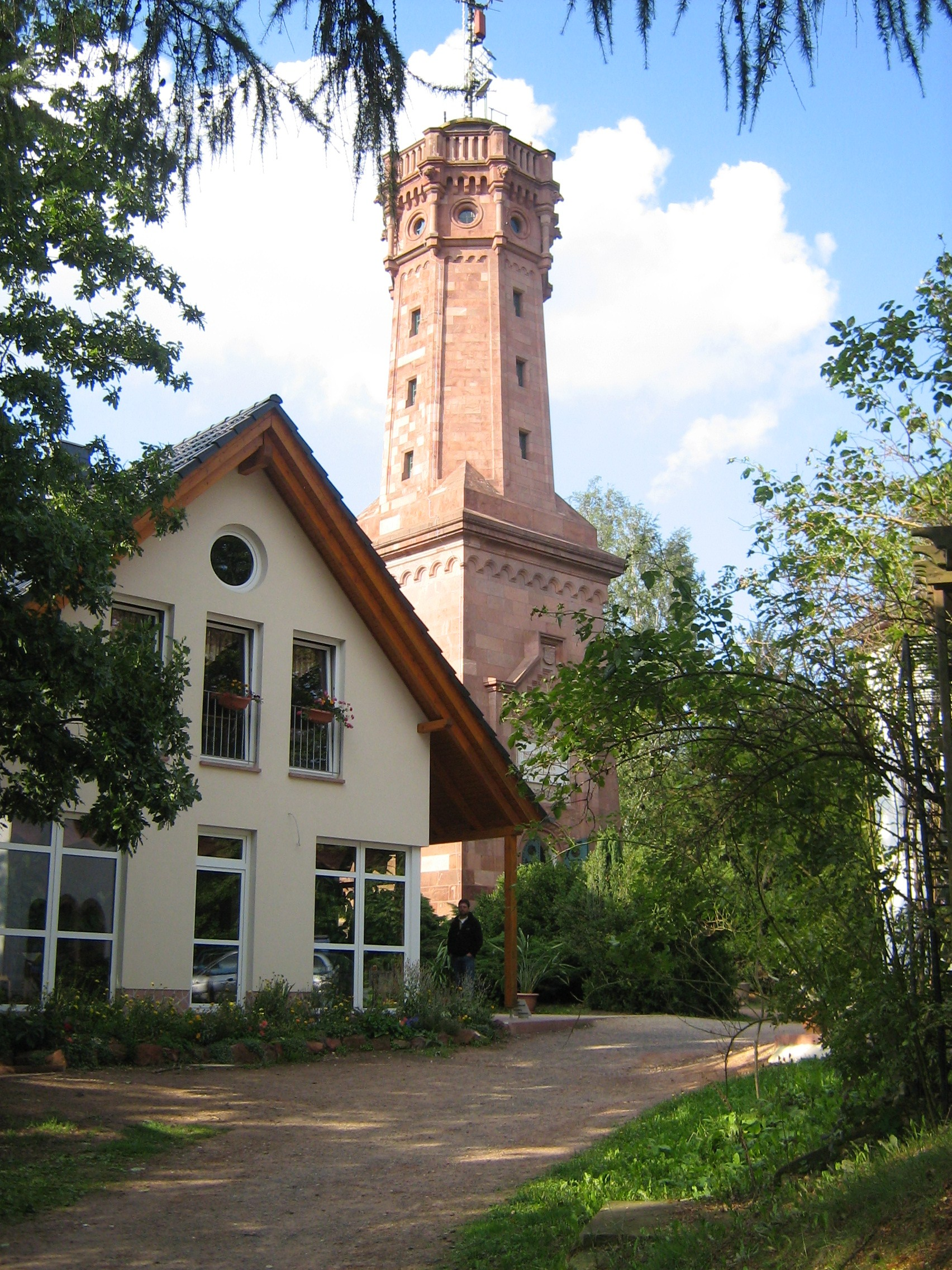
Blick auf den Friedrich-August-Turm und die neu errichtete Gaststätte

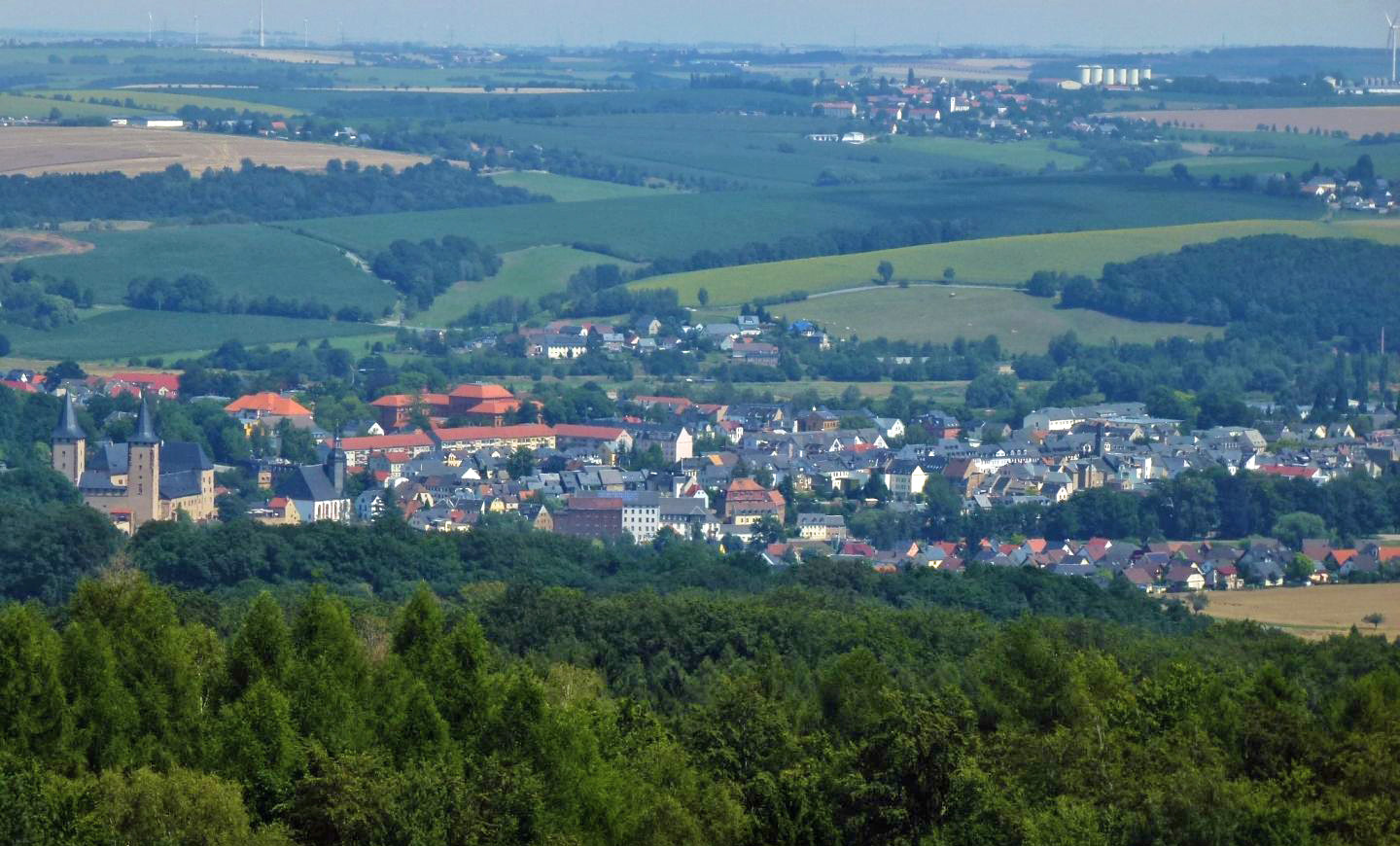
Blick vom Turm auf Rochlitz

Von einem Aussichtspunkt an der Südseite kann man weit über das Land bis nach Chemnitz und bei gutem Wetter auch bis zum Geisingberg, Kahleberg und Fichtelberg sowie einigen Gipfeln des tschechischen Erzgebirges, z. B. Jeleni Hora, schauen. Vom Turm aus kann man auch den Petersberg bei Halle sehen, und bei sehr guter Sicht sogar den 173 km entfernten Brocken.
Auf und um den Rochlitzer Berg wurde ein Porphyrlehrpfad eingerichtet, welcher die Geschichte des Steinabbaues demonstriert und dokumentiert. Der Weg wurde als Rundweg angelegt und bietet auch Einblicke in die ehemaligen, bis zu fünfzig Meter tiefen Steinbrüche. Auch ein Abstecher (ca. 3 km) zum Schloss Rochlitz lohnt sich.
Der im Jahre 1815 vom Steinbruchbesitzer Seidel und weiteren Sponsoren errichtete Gedenkstein „Königshöhe“ erinnert an die Rückkehr von König Friedrich August I. von Sachsen aus preußischer Gefangenschaft nach der Völkerschlacht.
Auf dem Berg befindet sich auch der 1860 errichtete, 27 m hohe „Friedrich-August-Turm“, von dem man eine sehr gute Aussicht hat. Der Entwurf des Turmes stammt von dem bekannten Freiberger Zeichenlehrer Eduard Heuchler und ist dem 1854 tödlich verunglückten sächsischen König Friedrich August II. gewidmet. Als Station Nr. 17 Rochlitz war der Turm in den 1860er-Jahren eine Station 1. Ordnung der königlich-sächsischen Triangulation. Aus diesem Grund wurde auf der Aussichtsplattform eine Vermessungssäule errichtet, die bis in die Gegenwart erhalten ist.
Neben dem Turm wurde 2002 die Gaststätte „Türmerhaus“ neu erbaut. Diese ist für Besucher über einen kurzen Aufstieg vom Parkplatz aus zu erreichen.

## Veranstaltungen
Jährlich findet in einem der Steinbrüche die Veranstaltung „Performance zum Stein“ statt. Darbietende sind die Mittelsächsische Philharmonie und andere Klangkörper mit klassischen Melodien und experimentellen Stücken.
Der VfA (Verein für Ausdauersport) Rochlitzer Berg e. V. organisiert jährlich den Neujahrsberglauf, sonntags zum Frühlingsanfang den Frühjahrsberglauf über 3,5 und 10,5 km sowie sonntags zum Herbstanfang den Rochlitzer Berglauf über 3,5, 10,5 und 21 km.
Stand April 2023 fand zum vierten Mal das Radrennen Porphyr King statt. Dabei wird ein Bergzeitfahren und ein Rennen nach Art des Everesting angeboten. Letzteres heißt, der Berg wird so oft befahren, bis 8.848 m – die Höhe des Mount Everest – akkumuliert ist. Hier sind dazu achtzig Runden zu je 1,29 km und 111 m im Anstieg zu bewältigen.